# Guerre de Berthoud
La guerre de Berthoud est une guerre qui eut lieu entre 1382 et 1384.

## Histoire
La guerre de Berthoud avait pour raison les rivalités qui opposaient les comtes de Kybourg-Berthoud à la ville de Berne. Elle se déclencha le 11 novembre 1382, lorsque le comte Rodolphe II de Kybourg, très endetté, décida d'attaquer la ville de Soleure, ville alliée de Berne. Cette dernière, ne pouvant ignorer l'affront, se prépara à faire la guerre aux deux comtes ; la ville obtient de l'aide de Bâle, de Lucerne, de Savoie, de Neuchâtel et des Confédérés. Berne s'assura aussi de la neutralité du duc Léopold III d'Autriche, suzerain des Kybourg.
Berne attaqua en premier lieu des ministériaux en Emmental et en Haute-Argovie, puis s'en prit au château et à la ville de Berthoud, assiégés à la fin de mars 1383. L'armée des Bernois et des Soleurois, avec des renforts d'autres villes alliées, n'arrivèrent pas à faire plier la ville et la résistance orchestrée par Berthold Ier, oncle de Rodolphe II. Le siège fut levé après 45 jours. Même le cessez-le-feu conclu le 21 avril 1383 n'avait pas permis aux Bernois de l'emporter.
Pour cause de frais énormes et de menace de troubles internes, le Conseil de Berne dut accepter la médiation des Confédérés. Berne acquit les villes de Berthoud et de Thoune pour le prix de 37 800 fl., ce qui ouvrit aux Bernois les portes et les marchés de l'Emmental et l'Oberland. La paix définitive fut scellée le 7 avril 1384.

## Chronologie
- 11 novembre 1382 : attaque de la ville de Soleure
- fin mars 1383 : début du siège de la ville de Berthoud
- 21 avril 1383 : fin du siège
- 5 avril 1384 : achat des villes de Thoune et Berthoud par la ville de Berne
- 7 avril 1384 : paix définitive entre les comtes Kybourg-Berthoud et la ville de Berne.